# Juan Antonio Blanco Gil
ʀ̩
Juan Antonio Blanco Gil (La Habana) Historiador, filósofo y diplomático. Activista de derechos humanos y especialista en negociación y resolución de conflictos.
Autor y ensayista. Entre sus escritos destacan: Tercer Milenio, una visión alternativa de la postmodernidad (1998), Cuba –Estados Unidos: imaginar los futuros posibles (2004) y La Sociedad Civil ante el paradigma democrático (2006).
Trabajó como diplomático en Naciones Unidas y en el Movimiento de Países No Alineados (1976-1992). Fundador del Centro Félix Varela, organización no gubernamental cubana. Director para Cooperación Internacional en Human Rights Internet.